# Loxa
Loxa är ett släkte av insekter. Loxa ingår i familjen bärfisar.
Kladogram enligt Catalogue of Life:
| Loxa | \| \| Loxa flavicollis \| \| \| \| \| \| Loxa viridis \| \| \| \| |
|      | \| \| Loxa flavicollis \| \| \| \| \| \| Loxa viridis \| \| \| \| |
|      | Loxa flavicollis                                                  |
|      |                                                                   |
|      | Loxa viridis                                                      |
|      |                                                                   |

## Bildgalleri

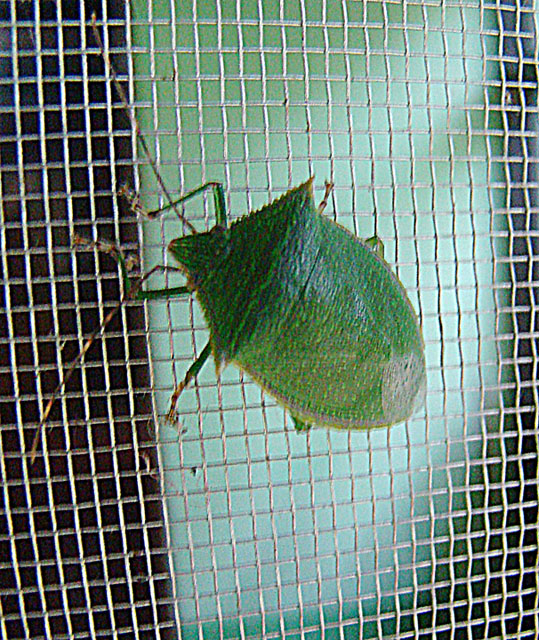